# Абарка, Хосуэ
Хосуэ Андрес Абарка Вальверде (исп. Josué Andrés Abarca Valverde; род. 4 января 2000, Сан-Исидро-де-Эль-Хенераль, Сан-Хосе) — коста-риканский футболист, полузащитник.

## Клубная карьера
Абарка — воспитанник клуба «Универсидад де Коста-Рика». 17 июля 2016 года в матче против столичной «Кармелиты» он дебютировал в чемпионате Коста-Рики. Летом 2017 года Хосуэ перешёл в «Кармелиту». 1 ноября в матче против «Гуадалапе» он дебютировал за новый клуб.
В январе 2018 года Абарка перешёл в клуб «Моравия» и сразу был отдан в аренду на два года в мексиканский клуб «Сантос Лагуна». Там он провёл лишь один сезон, выступая за молодёжную команду клуба, а в начале 2019 года вернулся на родину. В январе 2019 года Хосуэ перешёл в клуб «Алахуэленсе».

## Международная карьера
В 2017 году Абарка в составе юношеской сборной Коста-Рики принял участие в юношеском чемпионате КОНКАКАФ в Панаме. На турнире он сыграл в матчах против команд Канады, Суринама, Панамы и Мексики. В поединках против суринамцев и мексиканцев Хосуэ забил по голу.
В том же году Абарка принял участие в юношеском чемпионате мира в Индии. На турнире он сыграл в матчах против сборных Германии и Гвинеи.